# (35117) 1992 DN9
1992 DN9 (asteroide 35117) é um asteroide da cintura principal. Possui uma excentricidade de 0.15260930 e uma inclinação de 4.81948º.
Este asteroide foi descoberto no dia 29 de fevereiro de 1992 por UESAC em La Silla.